# Ніко Моіланен
Ніко Вілем Моіланен (англ. Niko Vilhelm Moilanen; 17 січня 1995, Коккола;) — фінський музикант, вокаліст та автор пісень рок-гурту Blind Channel. 

## Біографія
Ніко Моіланен народився 17 січня 1995 року в Кокколі, Фінляндія. В ранньому дитинстві разом із сім'єю переїхав до Оулу.
Мама часто грала для дітей на фортепіано, тому  музикою Ніко цікавився ще з дитинства і почав вчитись з семирічного віку. Спочатку він грав лише на фортепіано і тільки класичну музику, з його слів він ненавидів рамки які ставили йому класичні твори, але саме це надихнула його створювати власну музику і дало чимало досвіду та знань, які він використовує зараз. В школі Ніко зацікавився репом та почав писати перші партії для однокласників, та на відміну від них Ніко прагнув писати не рідною фінською мовою, а зрозумілою більшості англійською.
Створюючи свій перший проект, Ніко як великий фанат стрічки "Титанік" вирішив дати йому назву пов'язану з цим кіно, так з'явився "Counting Lifeboats" (підрахунок рятувальних шлюпок). Створивши гурт, в 14 років, хлопець почав займатись вокалом. Але як репер він здобував більше популярності, тому посунувши Counting Lifeboats на задній план, повернувся до написання репу для друзів.
Згодом Ніко вступив до музичної школи Madetoja, де познайомився з Тоні Кілпіненом та запропонував йому стати частиною гурту, дію якого вирішив відновити. Але влітку 2013 на шкільній вечірці Ніко познайомився з диджеями того вечора: Йоонасом Порко та Томмі Лаллі. В процесі спілкування Йоонас розповів, що гурт, в якому вони з Томмі грають, шукає реп-вокаліста і запросив Ніко на репетицію. Прийшовши на репетицію аби просто подивитись хто ці хлопці такі, Ніко дуже швидко погодився долучитися до гурту. 
Моіланен вніс багато змін, по-перше він почав писати лірику для групи, чим раніше займатись Йоель Хокка та Йоонас Порко, по-друге саме він придумав назву та логотип Blind Channel, а також власний жанр гурту Violent Pop. Напочатку Ніко виконував лише реп-партії, але продовжуючи розвиватися та освоювати нові техніки, почав також  використовувати чистий та екстримальний вокал. Паралельно Моіланен все ще продовжував займатись Counting Lifeboats, але не приділяв їй так багато часу, оскільки Blind Channel набували набагато більшої популярності.
Закінчивши школу, Ніко вступив до педагогічного університету на вчителя музики, який успішно закінчив не дивлячись на складнощі з навчанням під час турів. Моіланен кілька років пропрацював у школі Оулу, однак звільнився до початку пандемії, оскільки зайнятість гурту не давала змоги вступити на магістратури, аби закінчити навчання, крім того викладання для великого колективу виявилось для нього досить складним.
В серпні 2020 Ніко покинув Оулу, переїхавши до Еспоо (де й проживає зараз), де його дівчині запропонували роботу. Тут він продовжив вчити музиці, в приватному порядку.
Також після початку пандемії, до рішення гурту про участь в Євробаченні, Ніко згадав про Counting Lifeboats та записав кілька нових синглів. Наразі основним заняттям є Blind Channel, популярність яких досить сильно зросла після Євробачення.

## Дискографія
Як вокаліст Blind Channel
| Рік  | Альбом                             |
| ---- | ---------------------------------- |
| 2014 | EP Foreshadow                      |
| 2016 | Revolutions                        |
| 2018 | Blood Brothers                     |
| 2020 | Violent Pop                        |
| 2022 | Lifestyles of the Sick & Dangerous |

Як сольний виконавець (NC Enroe) та вокаліст Counting Lifeboats
| Рік  | Сингл                                   |
| ---- | --------------------------------------- |
| 2016 | cover (Sam Smith) Writing's On The Wall |
| 2017 | ft. Ember Falls Open Your Eyes          |
| 2017 | ft. Joel Hokka cover (Linkin Park) Numb |
| 2019 | Everything Echoes                       |
| 2020 | Count to Infinity                       |
| 2020 | Kiss Me at Midnight                     |
| 2020 | Heat                                    |
| 2020 | Find Me                                 |